# Biografielijst Hi

## Hia
- Tom Hiariej (1988), Nederlands voetballer

## Hic

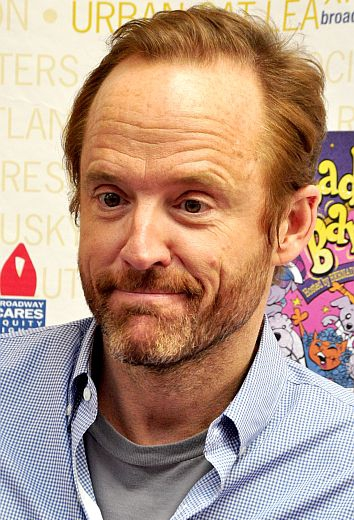
John Benjamin Hickey, 2011

- Charles Hickcox (1947-2010), Amerikaans zwemmer
- George Hickenlooper (1963-2010), Amerikaans regisseur
- John Benjamin Hickey (1963), Amerikaans acteur
- Peter Hickman (1987), Brits motorcoureur
- Bill Hicks (1961-1994), Amerikaans stand-upcomedian
- Thomas Hicks (1875-1952), Amerikaans atleet
- Samuel Hickson (?), Engels voetballer

## Hid
- Michel Hidalgo (1933), Frans voetballer en voetbalcoach
- Oscar Alberto Hidalgo (1982), Mexicaans autocoureur
- Frigyes Hidas (1928-2007), Hongaars componist en dirigent
- Theo Hiddema (1944), Nederlands advocaat
- Tineke Hidding (1959), Nederlands atlete
- Guus Hiddink (1946), Nederlands voetballer en voetbaltrainer

## Hie

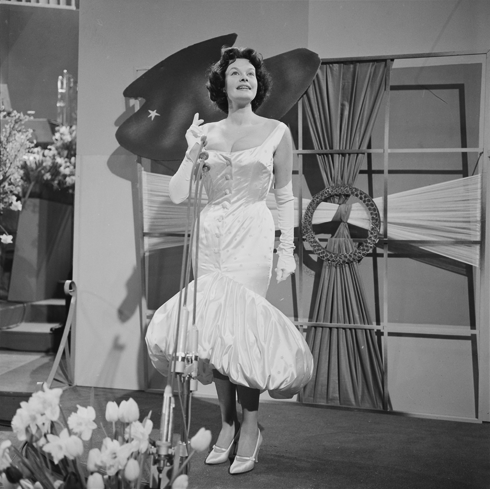
Margot Hielscher

- Clement Hiel (1952), Belgisch ingenieur, hoogleraar en ondernemer
- Emmanuel Hiel (1834-1899), Vlaams dichter, schrijver en Vlaams Beweger
- Margot Hielscher (1919-2017), Duits zangeres en actrice
- Gerrit Hiemstra (1961), Nederlands meteoroloog

## Hig
- Alex Higgins (1949–2010), Noord-Iers snookerspeler
- Anthony Higgins (1947), Brits acteur
- David Anthony Higgins (1961), Amerikaans acteur
- Jack Higgins (1929-2022), Brits schrijver
- John Higgins (1975), Schots snookerspeler
- Mark Higgins (1971), Brits rallyrijder
- Mary Higgins Clark (1927-2020), Amerikaans auteur
- Michael Higgins jr. (1920-2008), Amerikaans acteur
- Missy Higgins (1983), Australisch zangeres, singer-songwriter en actrice
- Polly Higgins (1968), Schotse advocate
- Andrew Higginson (1977), Engels snookerspeler
- Peter Higgs (1929-2024), Brits natuurkundige en Nobelprijswinnaar
- Willie Hightower (1940), Amerikaans soulzanger
- Nađa Higl (1987), Servisch zwemster
- Wakaba Higuchi (2001), Japans kunstschaatsster
- Juan Carlos Higuero (1978), Spaans atleet
- René Higuita (1966), Colombiaans voetballer

## Hij
- Jacob Hijma (1955), Nederlands jurist
- Agnes Hijman (1966), Nederlands atlete
- Willy Hijmans (1921-2018), Nederlands hoogleraar
- Eddy van Hijum (1972), Nederlands bestuurskundige en politicus

## Hil

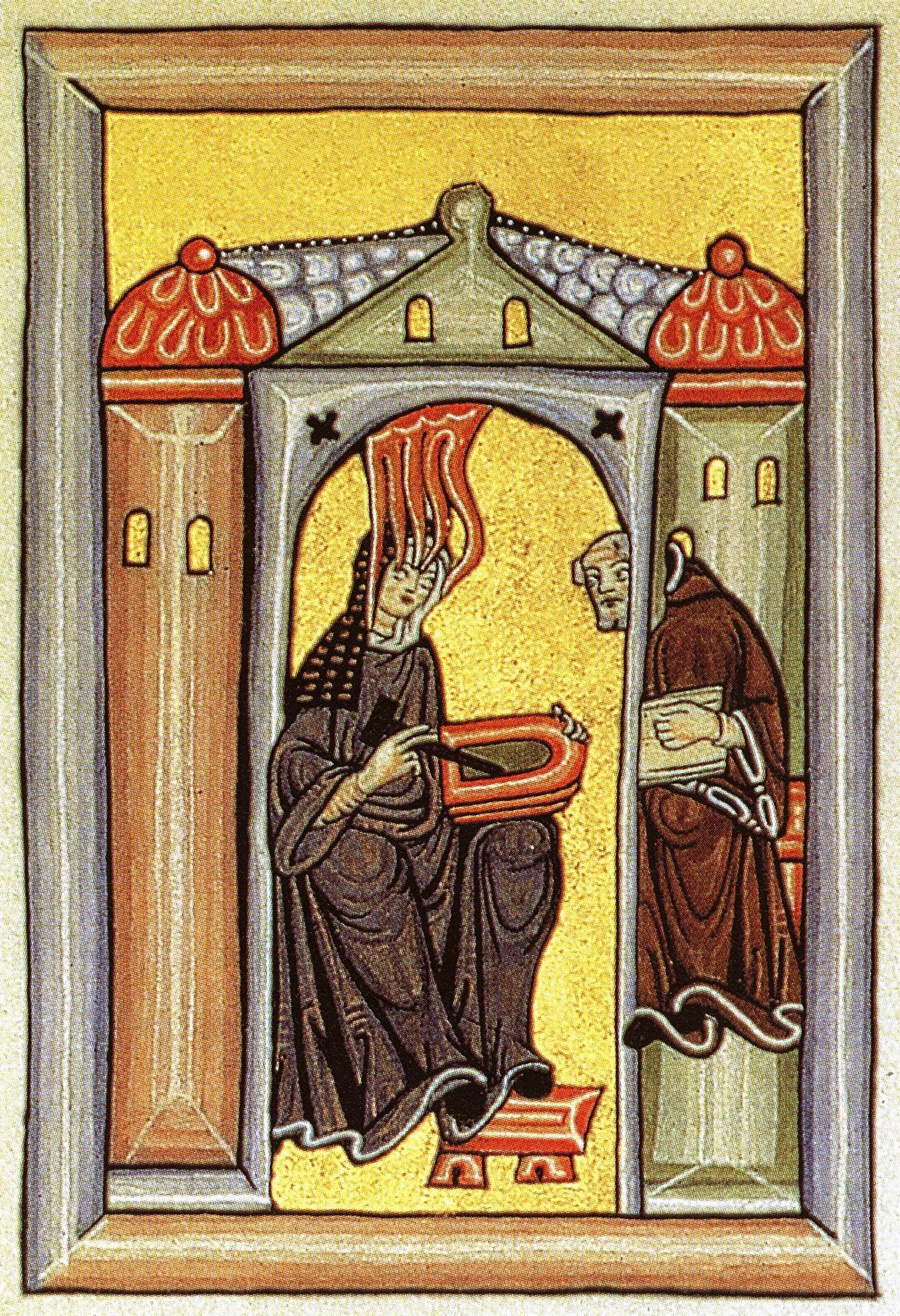
Hildegard van Bingen

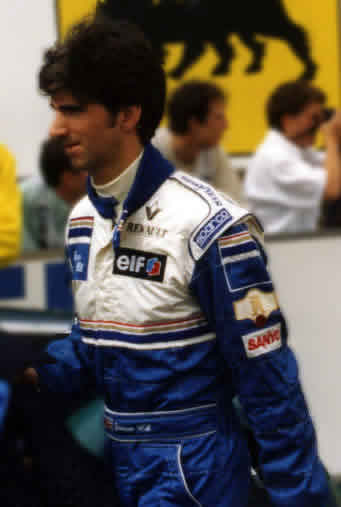
Damon Hill, 1995

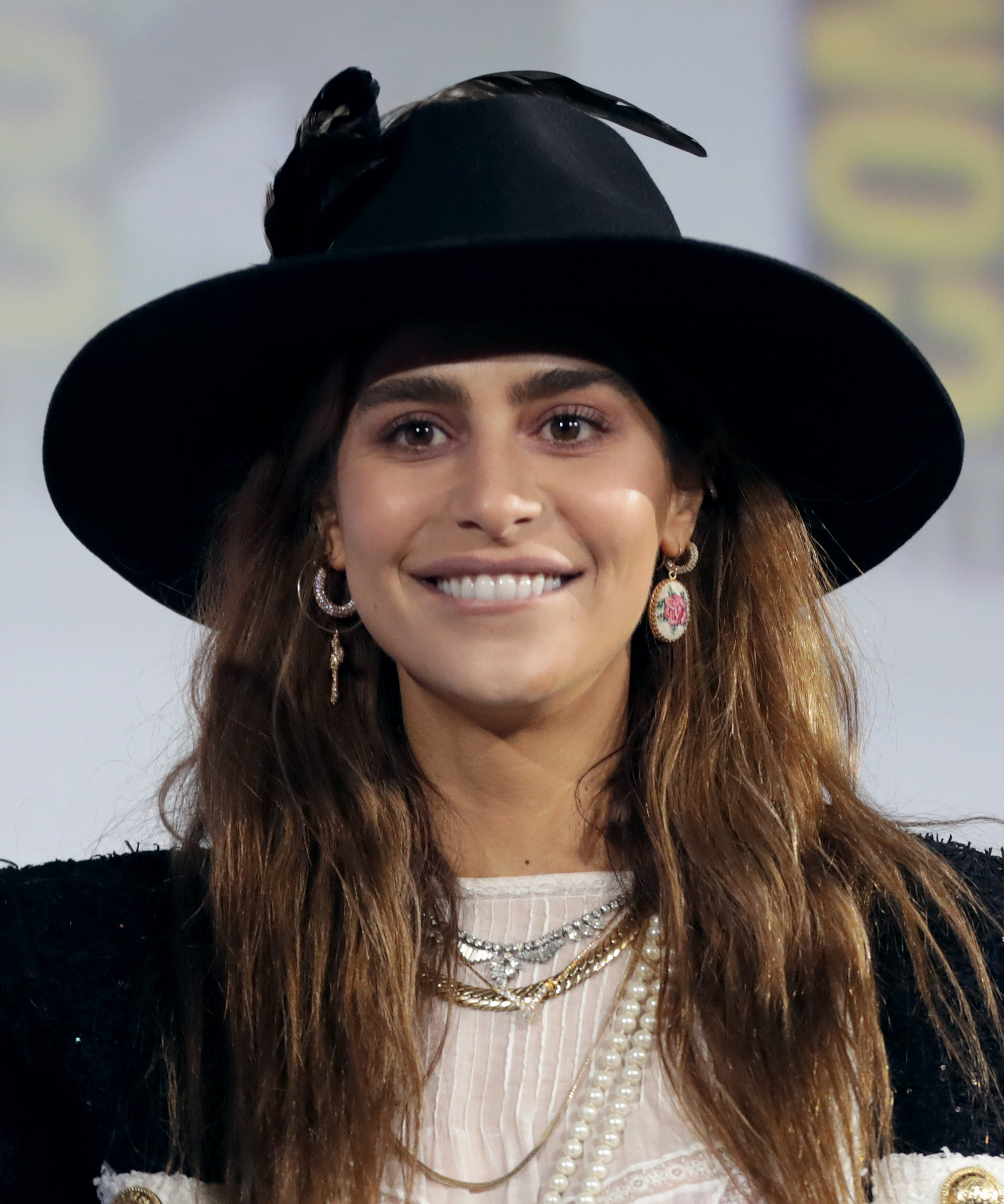
Nadia Hilker, 2019

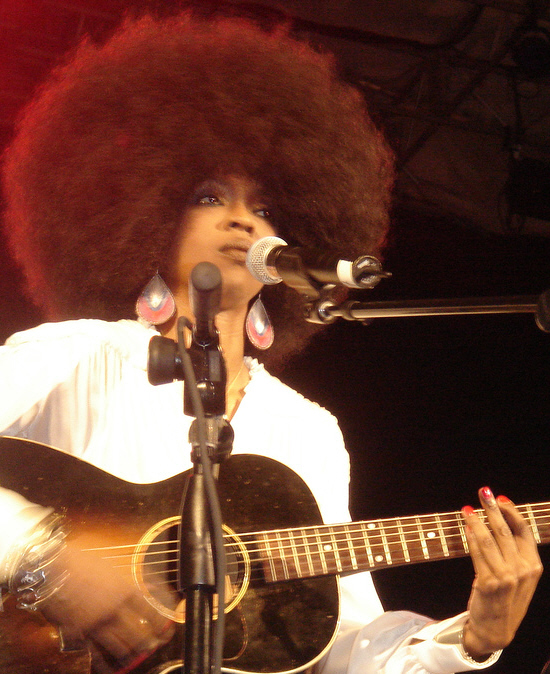
Lauryn Hill, 2005

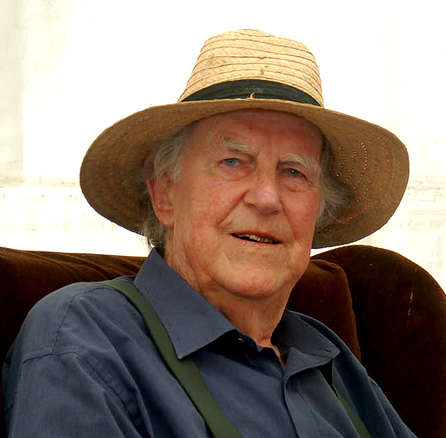
Edmund Hillary, 2006

- Henrique Hilário (1975), Portugees voetballer
- Zoilo Hilario (1892-1963), Filipijns schrijver, politicus en jurist
- Raul Hilberg (1926-2007), Amerikaans geschiedkundige
- David Hilbert (1862-1943), Duits wiskundige
- Aly Hilberts, Nederlands kinderboekenschrijfster
- Wolfgang Hilbig (1941-2007), Duits dichter en schrijver
- Sophie Hilbrand (1975), Nederlands actrice en tv-presentatrice
- Cor Hilbrink (1918-1973), Nederlands ondernemer, verzetsstrijder en sportbestuurder
- Stefan Hild (1978), Duits experimenteel natuurkundige
- Franziska Hildebrand (1987), Duits biatlete
- Johann Lukas von Hildebrandt (1668-1745), Italiaans-Oostenrijks architect
- Hildegard von Bingen (12e eeuw), Duits theologe en componiste
- Humphrey Hildenberg (ca.1947-2017), Surinaams politicus
- Ralf Hildenbeutel (1969), Duits muziekproducent
- Mark Hildreth (1978), Canadees (stem)acteur en muzikant
- Marijke Hilhorst (1952), Nederlands journaliste, columniste, schrijfster en publiciste
- Myrthe Hilkens (1979), Nederlands journaliste en publiciste
- Nadia Hilker (1988), Duitse actrice en model
- Aaron Hill (1983), Amerikaans acteur
- Ambrose Powell Hill (1825-1865), Amerikaans militair
- Amy Hill (1953), Amerikaans actrice en schrijfster
- Anita Hill (1956), Amerikaans hoogleraar
- Archibald Hill (1886-1977), Engels fysioloog
- Arthur Edwin Hill (1888-?), Brits waterpolospeler
- Benjamín G.Hill (1874-1920), Mexicaans politicus en militair
- Benny Hill (1924-1992), Engels komiek, acteur en zanger
- Bernard Hill (1944-2024), Brits acteur
- Bertha "Chippie" Hill (1905-1950), Amerikaans blues- en vaudevillezangeres en danseres
- Bertie Hill (1927-2005), Brits ruiter
- Carl Fredrik Hill (1849-1911), Zweeds kunstschilder en tekenaar
- Clint Hill (1978), Engels voetballer
- Clinton Hill (1980), Australisch atleet
- Conleth Hill (1964), Noord-Iers acteur
- Damon Hill (1960), Brits autocoureur
- Daniel H. Hill (1821-1889), Amerikaans militair
- Dave Hill (1945), Brits acteur
- Debra Hill (1950-2005), Amerikaans scenarioschrijver en filmproducent
- Declan Hill, Canadees journalist, academicus en consultant
- Delano Hill (1975), Nederlands voetballer en voetbaltrainer
- Desly Hill (1971), Australisch inlineskatecoach
- Dulé Hill (1975), Amerikaans acteur
- Dusty Hill (1949-2021), Amerikaans muzikant
- Eric Hill (1927-2014), Engels kinderboekenschrijver
- Faith Hill (1967), Amerikaans countryzangeres
- Fred Hill (1940- 2021),  Brits voetballer
- George Roy Hill (1921-2002), Amerikaans filmregisseur
- George William Hill (1838-1914), Amerikaans astronoom en wiskundige
- Graham Hill (1929-1975), Brits autocoureur
- Henry Hill (1943-2012), Amerikaans gangster
- James Hill (1916-2001), Amerikaanse filmproducent
- James Peter Hill (1873-1954), Brits embryoloog
- Jon Michael Hill (1985), Amerikaans acteur
- Jonah Hill (1983), Amerikaans acteur
- Jonathan Hill (1960), Brits politicus
- Joseph Hill (1949-2006), Jamaicaans zanger en muzikant
- Josh Hill (1991), Brits autocoureur
- Kevin Hill (1986), Canadees snowboarder
- Lauryn Hill (1975), Amerikaans zangeres
- Michael Hill (1967), Australisch tennisser
- Paul Hill, lid van de Guildford Four
- Phelan Hill (1979), Brits stuurman bij het roeien
- Phil Hill (1927-2008), Amerikaans autocoureur
- Rina Hill (1969), Australisch triatlete
- Robert F. Hill (1886-1966), Canadees filmacteur, filmregisseur en scenarioschrijver
- Rose Hill (1914-2003), Brits actrice
- Rowland Hill (1772-1842), Brits generaal
- Rowland Hill (1795-1879), Brits onderwijzer en hervormer van de posterijen
- Steven Hill (1922), Amerikaans acteur
- Teddy Hill (1909-1978), Amerikaans jazzsaxofonist en -klarinettist, bigbandleider en componist
- Terence Hill (1939), Italiaans acteur
- Thomas Hill (1829-1908), Engels-Amerikaans kunstschilder
- Thomas Hill (1927-2009), Amerikaans acteur
- Walter Hill (1942), Amerikaans filmregisseur
- Karel Hille (1945-2022), Nederlands journalist, schrijver en producent
- Edmund Hillary (1919-2008), Nieuw-Zeelands bergbeklimmer, ontdekkingsreiziger, diplomaat en publicist
- Hillel (ca.50 v.Chr.-ca.10 n. Chr.), Joods wetgeleerde
- Stephen Hillenburg (1961-2018), Amerikaans bioloog en animator
- Fredrik Hiller (1970), Zweeds acteur, stemacteur, filmregisseur, filmproducent en scenarioschrijver
- Holger Hiller (1956), Duits muzikant
- John Hillerman (1932-2017), Amerikaans acteur
- Patrick Hillery (1923-2008), Iers arts en politicus (o.a. president)
- Etty Hillesum (1914-1943), Joods-Nederlands dagboekenschrijfster
- Ellen Hillingsø (1967), Deens (stem)actrice
- Noel Hillis (?), Iers autocoureur
- Stanley Hillis (1946-2011), Nederlands crimineel
- G.B.J. Hiltermann (1914-2000), Nederlands journalist en politiek radio-en tv-commentator
- George Hilton (1934-2019), Brits-Uruguayaans acteur
- Paris Hilton (1981), Amerikaans actrice, model en zangeres
- Nico Hiltrop (1928-2008) Nederlands televisieregisseur en schrijver
- Hiltrude (716-754), dochter van Karel Martel en Rotrude van Trier

## Him
- Heinrich Himmler (1900-1945), Duits nazi- en SS-leider
- Patrick Himschoot (1959), Belgisch atleet

## Hin

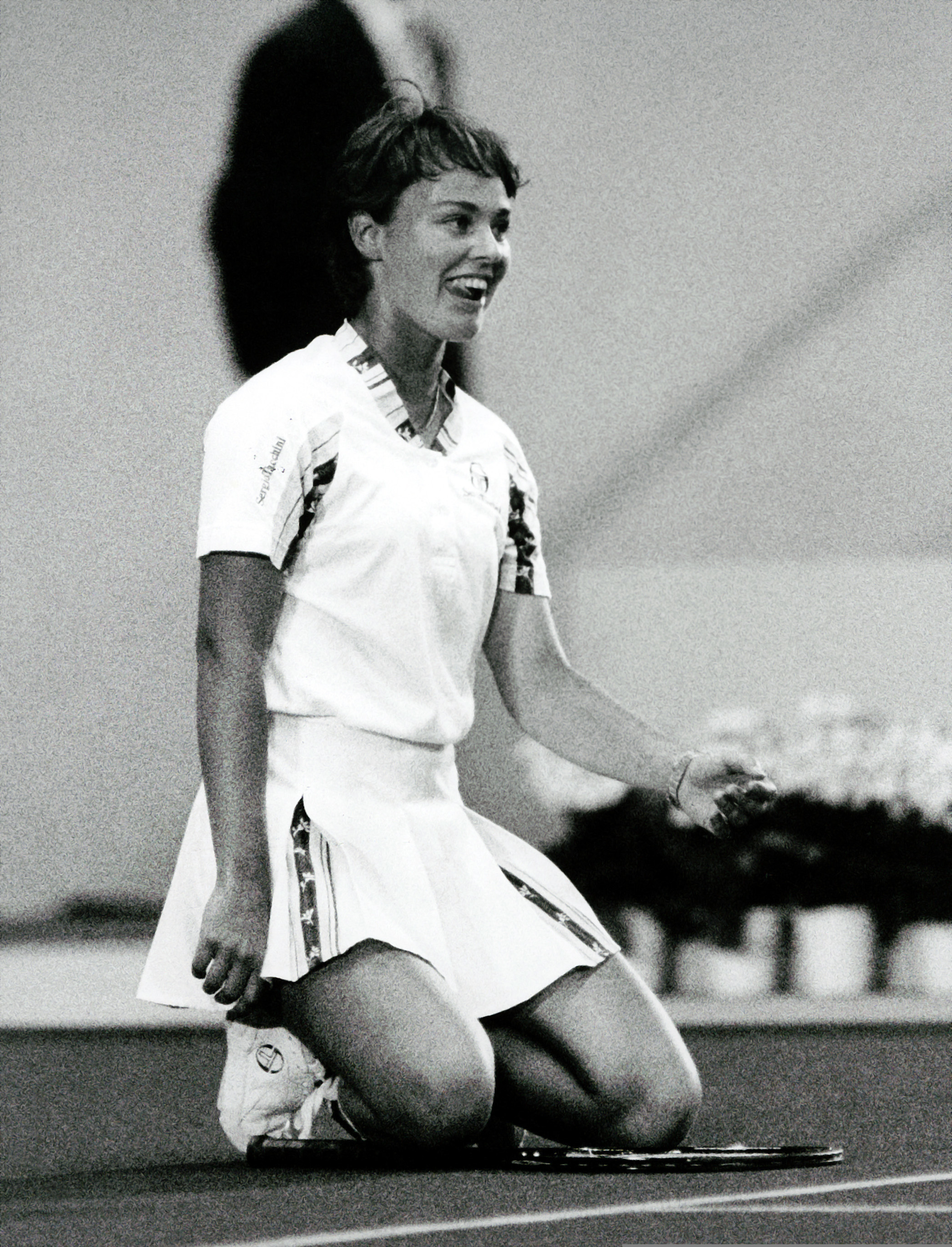
Martina Hingis

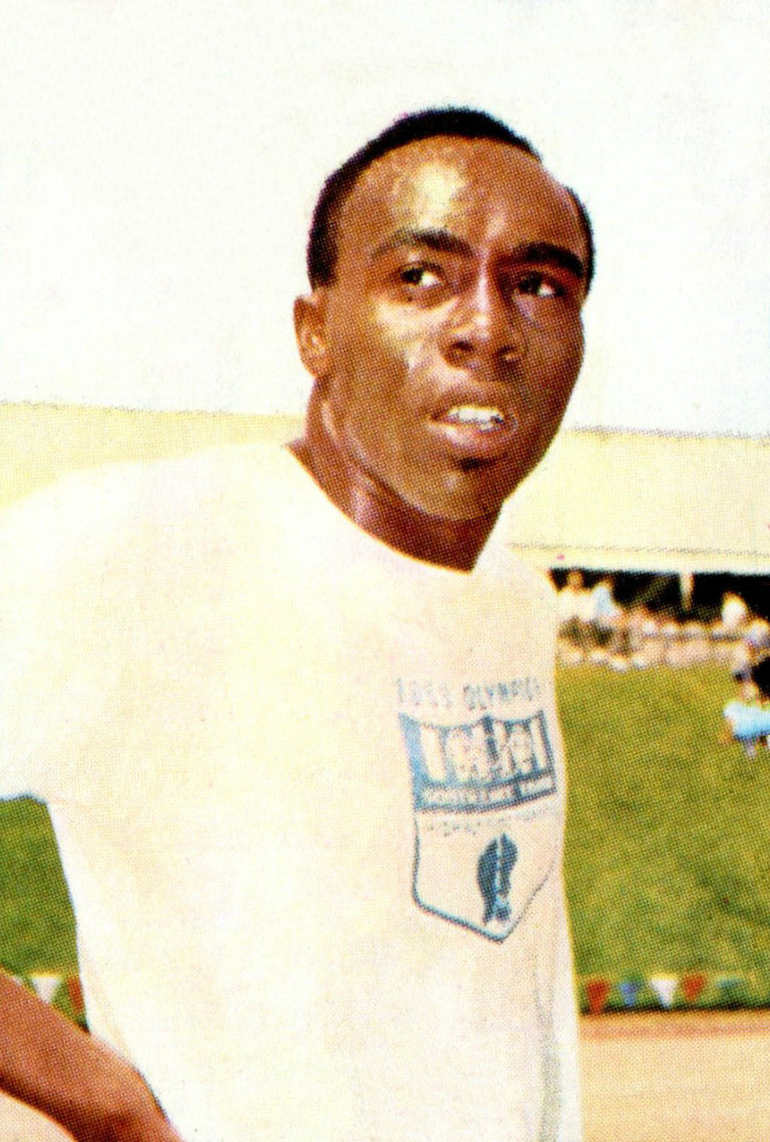
Jim Hines

- Cornelis Hin (1869-1944), Nederlands zeiler
- Frans Hin (1906-1968), Nederlands zeiler
- Johan Hin (1899-1957), Nederlands zeiler
- George Hincapie (1973), Amerikaans wielrenner
- James Hinchcliffe (1986), Canadees autocoureur
- Christian Hincker of Blutch (1967), Frans striptekenaar
- John Hinckley jr. (1955), Amerikaans pleger van aanslag op Ronald Reagan
- Oskar von Hindenburg (1883-1960), Duits luitenant-generaal
- Paul von Hindenburg (1847-1934), Duits legerleider en rijkspresident (1925-1934)
- César Hinderdael (1878-1934), Belgisch-Nederlands contrabassist en componist
- Jef Hinderdael (1877-1948), Belgisch drukker, schrijver en Vlaams activist
- Nestor Hinderyckx (1923-2008), Belgisch atleet
- Myra Hindley (1942-2002), Brits misdadigster
- Earl Hindman (1942-2003), Amerikaans acteur
- Aisha Hinds (1975), Amerikaans actrice
- Natalie Hinds (1993), Amerikaans zwemster
- Gregory Hines (1946-2003), Amerikaans acteur en danser
- Jim Hines (1946-2023), Amerikaans atleet
- Maurice Hines (1943-2023), Amerikaans jazzzanger, dirigent, acteur en choreograaf
- Robert Hines (1975), Amerikaans ruimtevaarder
- Ben Hingeley (1997), Brits autocoureur
- Martina Hingis (1980), Tsjechoslowaaks/Zwitsers tennisspeelster
- Pat Hingle (1924-2009), Amerikaans acteur
- Donald Hings (1907-2004), Canadees uitvinder
- Evert Hingst (1969-2005), Nederlands jurist
- Marin Hinkle (1966), Amerikaans actrice
- Tommy Hinkley (1960), Amerikaans acteur en filmproducent
- Benny Hinn (1952), Canadees predikant, evangelist en schrijver
- Jan Hinnekens (1927-2013), Belgisch bestuurder
- Tommy Hinnershitz (1912-1999), Amerikaans autocoureur
- Lia Hinten (1942-2021), Nederlands atlete
- Niels Hintermann (1995), Zwitsers alpineskiër
- Arno Hintjens (1949-2022), Belgische rockzanger
- Pieter Hintjens (1962-2016), Belgisch programmeur
- Darby Hinton (1957), Amerikaans acteur en filmproducent
- Vanessa Hinz (1992), Duits biatlete

## Hip
- Michal Hipp (1963), Slowaaks voetballer en voetbalcoach
- Hippocrates (460-377? v.Chr.), Grieks geneeskundige

## Hir

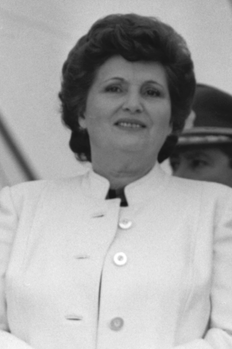
Lucía Hiriart de Pinochet

- Ryō Hirakawa (1994), Japans autocoureur
- Hiram (999-935 v.Chr.), koning van Tyrus (969-935 v.Chr.)
- Ayumu Hirano (1998), Japans snowboarder
- Hiroaki Hiraoka (1985), Japans judoka
- Taku Hiraoka (1995), Japans snowboarder
- Justin Hires (1985), Amerikaans acteur en stand-upkomiek
- Lucía Hiriart de Pinochet (1922), Chileens presidentsvrouw
- Hirohito (1901-1989), keizer van Japan (1926-1989)
- Ryohei Hirose (1930), Japans componist en muziekpedagoog
- Harumi Hiroyama (1968), Japans atlete
- Andy Hirsch (1966), Amerikaans acteur en filmproducent
- Beth Hirsch (1967), Amerikaanse zangeres
- Ernst Hirsch Ballin (1950), Nederlands politicus en rechtsgeleerde
- Christian Hirschbühl (1990), Oostenrijks alpineskiër
- Hadassa Hirschfeld (1951), Nederlands geschiedkundige, bestuurder en activiste
- Hans Hirschfeld (1899-1961), Nederlands topambtenaar
- Egbert Hirschfelder (1942-2022), Duits roeier
- Frits Hirschland (1948-1999), Nederlands manager van popgroepen en platenproducer
- Hallee Hirsh (1987), Amerikaans actrice
- Ayaan Hirsi Ali (1967), Somalisch-Nederlands politica, publiciste en activiste
- Alice Hirson (1929-2025), Amerikaans actrice
- Axel Hirsoux (1982), Belgisch zanger
- Éléonore Hirt (1919-2017), Frans actrice
- Eero Hirvonen (1996), Fins noordse combinatieskiër

## His
- André Hissink (1919-2024), Nederlands oorlogsveteraan

## Hit
- Alfred Hitchcock (1899-1980), Brits regisseur
- George Herbert Hitchings (1905-1998), Amerikaans farmacoloog en Nobelprijswinnaar
- Shere Hite (1942-2020), Amerikaans-Duits seksvoorlichtster en feministe
- Adolf Hitler (1889-1945), Oostenrijks-Duits kunstschilder, schrijver en dictator van nazi-Duitsland (1933-1945)
- Kinue Hitomi (1907-1931), Japans atlete
- Johann Wilhelm Hittorf (1824-1914), Duits natuurkundige
- Ottmar Hitzfeld (1949), Duits voetballer en voetbalcoach

## Hiv
- Jonathan Hivert (1985), Frans wielrenner

## Hiw
- Gerard Hiwat (1950), Surinaams politicus en diplomaat